# Liste der Kulturdenkmale in Dörzbach
In der Liste der Kulturdenkmale in Dörzbach sind unbewegliche Bau- und Kunstdenkmale aller Ortsteile von Dörzbach aufgeführt. Die Gemeinde Dörzbach besteht aus dem Hauptort Dörzbach und den Ortsteilen Hohebach, Laibach und Meßbach. Grundlage für diese Liste ist die vom Regierungspräsidium Stuttgart herausgegebene Liste der Bau- und Kunstdenkmale.
Diese Liste ist nicht rechtsverbindlich. Eine rechtsverbindliche Auskunft ist lediglich auf Anfrage bei der Unteren Denkmalschutzbehörde der Gemeinde Dörzbach erhältlich.

## Bau- und Kulturdenkmale der Gemeinde Dörzbach

### Dörzbach
Bau-, Kunst- und Kulturdenkmale im Hauptort Dörzbach mit dem Dorf Dörzbach (⊙) und den Wohnplätzen Birkenhöfe (⊙) und St. Wendel zum Stein (⊙):
| Bild           | Bezeichnung           | Lage                                             | Datierung | Beschreibung | ID |
| -------------- | --------------------- | ------------------------------------------------ | --------- | --- | -- |
|                | Ölmühle               | Alte Klepsauer Straße 1 (Karte)                  |           | Ölmühle Dörzbach | BW |
|                | Schule                | Goldbachstraße 9 (Karte)                         |           | Alte Schule | BW |
| Weitere Bilder | St. Wendel zum Stein  | St. Wendel zum Stein (Naturschutzgebiet) (Karte) |           | St. Wendel zum Stein ist eine kleine Kapelle an der Jagst nahe Dörzbach. Sie befindet sich im gleichnamigen Naturschutzgebiet. |    |
|                | Jagstbrücke           | (Karte)                                          |           | Jagstbrücke Dörzbach |    |
| Weitere Bilder | Dreifaltigkeitskirche | (Karte)                                          |           | Evangelische Dreifaltigkeitskirche                                                                                             |    |

### Hohebach
Bau-, Kunst- und Kulturdenkmale in Hohebach mit dem Dorf Hohebach (⊙) und den Weilern Eisenhutsrot (⊙), Heßlachshof (⊙) und Wendischenhof (⊙):
| Bild           | Bezeichnung                 | Lage                      | Datierung | Beschreibung | ID |
| -------------- | --------------------------- | ------------------------- | --------- | --- | -- |
| Weitere Bilder | Jagstbrücke Hohebach        | Dörzbacher Straße (Karte) | 1808–1810 | Die vierbogige Steinbrücke wurde 1808 bis 1810 von Karl August Friedrich von Duttenhofer auf Geheiß des Königs Friedrich I. von Württemberg gebaut, der dadurch seinen napoleonisch neu hinzuerworbenen nördlichen Landesteil Hohenlohe strategisch und verkehrstechnisch besser an das schwäbische Kernland anbinden wollte. Eine hohe Sandsteinsäule in der Brückenmitte trägt die römische Jahreszahl MDCCCX und das königliche Monogram FR mit Staatswappen. |    |
|                | Gedenksäule                 | auf der Jagstbrücke       |           | Gedenksäule |    |
|                | ehemaliges Rathaus          |                           |           | ehemaliges Rathaus |    |
|                | Jakobuskirche               | Kirchplatz 1 (Karte)      |           | evangelische Jakobuskirche |    |
|                | Haus                        | Mühlweg 1                 |           | historisches Haus |    |
| Weitere Bilder | Jüdischer Friedhof Hohebach |                           | 1852      | Jüdischer Friedhof Hohebach |    |

### Laibach
Bau-, Kunst- und Kulturdenkmale in Laibach (⊙):
| Bild           | Bezeichnung  | Lage                      | Datierung | Beschreibung | ID |
| -------------- | ------------ | ------------------------- | --------- | ------------ | -- |
| Weitere Bilder | Burg Laibach | Schloß Laibach (Karte)    |           | Burg Laibach |    |
|                | Denkmal      | Dörzbacher Steige (Karte) |           | Denkmal      | BW |

### Meßbach
Bau-, Kunst- und Kulturdenkmale in Meßbach (⊙):
| Bild           | Bezeichnung           | Lage                | Datierung | Beschreibung | ID                       |
| -------------- | --------------------- | ------------------- | --------- | --- | ------------------------ |
| Weitere Bilder | Schloss Meßbach       | Am Schloß 1 (Karte) |           | Schloss Meßbach |                          |
| Weitere Bilder | Dreifaltigkeitskirche | Am Schloß 2 (Karte) | 1776/77   | Dreifaltigkeitskirche Meßbach |                          |
| Weitere Bilder | Bildstock             |                     | 1874      | Der Bildstock aus Sandstein mit Sockel und Dreifaltigkeits-Relief auf einem Pfeiler trägt folgende Stifterinschrift: „Zu Ehren der heiligen Dreifaltigkeit hat dieses Bildniß errichten laßen G. Beckert Schuldheiß 1874“. | Wikidata-Objekt anzeigen |